# チェロソナタ第2番 (メンデルスゾーン)
チェロソナタ第2番 ニ長調 作品58は、フェリックス・メンデルスゾーンが作曲した2番目のチェロソナタ。

## 概要
メンデルスゾーンの創作活動の絶頂期である1843年に作曲され、弟でチェロ奏者のパウルや、イタリアのチェロ奏者で親友アルフレード・カルロ・ピアッティに助言を受けて作曲されたという。その成果といえるものが、この第2番のチェロソナタであり、シューマンが称賛したチェロソナタ第1番以上に、豊かな楽想の広がりを持っている意欲作である。
初演は1844年に、メンデルスゾーンの8回目となるイギリスへの訪問の際にピアッティと共に行われた。のちにロシア伯爵のミハイル・ヴィーホルスキに献呈された。

## 構成
4楽章の構成で、演奏時間は約25分。
- 第1楽章 アレグロ・アッサイ・ヴィヴァーチェ
ニ長調、8分の6拍子。ソナタ形式。
- 第2楽章 アレグレット・スケルツァンド
ロ短調、4分の2拍子。
- 第3楽章 アダージョ
ト長調、4分の4拍子。
- 第4楽章 モルト・アレグロ・エ・ヴィヴァーチェ
ニ長調、4分の4拍子。ロンド形式。